# Onchocercidae
Die Onchocercidae sind eine Familie der Filarien. Es handelt sich um sehr dünne, fadenförmige Parasiten der Blutgefäße, im Bindegewebe und in den Körperhöhlen. Onchocercidae kommen bei allen landlebenden Wirbeltieren einschließlich des Menschen vor und werden von blutsaugenden Gliederfüßern übertragen, die als Zwischenwirt dienen. Die Weibchen sind ovovivipar. Namensgebend war das gekrümmte Hinterende (altgriechisch ogkos ‚Haken‘ und [Ουρά] κερκός kerkos, deutsch ‚Schwanz‘). Von ihrer Schwesterfamilie, den Filariidae, unterscheiden sie sich dadurch, dass die Geschlechtsöffnung bei Weibchen (Vulva) hinter dem Nervenring liegt. In ihr finden sich alle relevanten humanmedizinischen Erreger von Filariosen wie der Flussblindheit, der Loiasis und der Elephantiasis, die in den Tropen eine große Rolle spielen. In der Tiermedizin ist vor allem die Herzwurmerkrankung des Hundes von Bedeutung.

## Systematik
Die Familie hat in der klassischen Systematik 8 Unterfamilien mit über 70 Gattungen:
- Dirofilariinae
- Icosiellinae
- Lemdaninae
- Onchocercinae
- Oswaldofilariinae
- Setariinae
- Splendidofilariinae
- Waltonellinae

Nach genetischen Untersuchungen aus dem Jahr 2015 lässt sich die Familie in fünf Hauptkladen (ONC 1 bis 5) unterteilen:
- ONC 1: Oswaldofilaria, Icosiella, Ochoterenella
- ONC 2: Setaria
- ONC 3: Dirofilaria, Loxodontofilaria, Onchocerca
- ONC 4: Dipetalonema, Acanthocheilonema, Monanema, Cruorifilaria, Yatesia, Cercopithifilaria, Litomosoides
- ONC 5: Wuchereria, Brugia, Loa, Pelecitus, Foleyella, Breinlia, Cardiofilaria, Aproctella, Rumenfilaria, Madathamugadia, Mansonella

Die Systematik von Mike Hodda (2022) weist 81 Gattungen in folgenden fünf Unterfamilien aus:
- Lemdaninae Seurat, 1917
- Oswaldofilariinae Chabaud & Chocquet, 1953
- Onchocercinae Lieper, 1911
- Setariinae Yorke & Maplestone, 1926
- Splendidofilariinae Chabaud & Choquet, 1953